# Terelu Campos
Teresa Lourdes Borrego Campos (Málaga, 31 de agosto de 1965), más conocida como Terelu Campos o simplemente Terelu, es una presentadora de televisión, locutora de radio, actriz de teatro y personalidad mediática española.

## Biografía

### Primeros años
Nació en el Hospital Dr. Gálvez de Málaga, siendo la hija mayor de los periodistas María Teresa Campos Luque (entonces directora de Radiocadena Española en Andalucía) y José María Borrego Doblas (entonces director de Radio Nacional de España en Marbella). Tiene una hermana un año menor que ella, María del Carmen (1966), y un hermano por parte de padre, de una relación anterior (1963).
Estudió en las Teresianas de Málaga hasta 1984, cuando cursó COU. Su carrera profesional comenzó en 1984 trabajando para Radiocadena Española con los programas Apueste por una y Te vas a Enterar dirigidos por Mara Colás, realizando las tareas de presentación, redacción y producción. En 1987 dirigió y presentó Las Mañanas de la Cadena Rato para Radio Torcal en Málaga.

### Carrera profesional
En 1988 participó en la película dirigida por Joe Rígoli: Zocta: Sólo en la Tierra se puede ser extraterrestre. En ese año también dejó la radio para incorporarse como productora y coordinadora musical en el programa de Jesús Hermida Por la mañana y más tarde en los programas de su madre, María Teresa Campos, A mi manera (1989-1990) y Ésta es su casa (1990-1991). En 1990 presentó varios programas (shows, musicales, entrevistas), mientras que siguió con su actividad como productora musical en Pasa la vida de TVE, dirigido por María Teresa Campos. Asimismo, participa en el programa navideño de TVE Telepasión española.
En 1996 cambió a Telecinco para colaborar y copresentar el programa en Día a día de María Teresa Campos hasta junio de 1997. Además, en 1997 también presentó la gala Miss España.[cita requerida]
En junio de 1997 comenzó a presentar un programa de entrevistas y variedades llamado En Exclusiva emitido por Canal 9 y Telemadrid. En septiembre de ese año comenzó a compaginarlo con la presentación del magacín Con T de tarde en Telemadrid, programa que se mantuvo en antena hasta junio de 2004. En septiembre de 2004 fue contratada por Antena 3, donde colaboró junto a su madre, en el programa matinal Cada día. Ese mismo año también presentó el concurso La Granja en el mismo canal, tarea que repetiría al año siguiente, en la segunda edición del concurso.
Entre 2006 y 2007 participó en el concurso de monologuistas El club de Flo, de La Sexta. En el último trimestre de 2008, participó como concursante en ¡Mira quién baila! de Televisión Española, donde compartió programa con Ana García Obregón o Vicky Martín Berrocal.
En 2007 volvió a trabajar para Telecinco, canal donde continúa en la actualidad, reestrenándose como colaboradora en el espacio La noria. A partir de 2009 es la copresentadora del programa ¡Qué tiempo tan feliz! de María Teresa Campos. En 2010 comenzó a colaborar en Sálvame y Mira quien mira. Además, desde 2010 presentó, en períodos vacacionales, Sálvame Deluxe hasta el año 2014. En febrero de 2011, condujo el especial La Caja Deluxe, un programa que recogía la terapia psicológica de los colaboradores del formato. 
En enero de 2014, anunció en el programa Sálvame de Telecinco que abandonaba temporalmente la televisión para tomarse unos meses de descanso, ya que no se sentía feliz trabajando. En julio del mismo año, la propia presentadora confirmó su regreso a la televisión después del verano para retomar su papel como colaboradora en Sálvame.
En 2016 se convierte en protagonista, junto a su madre, del docu-reality Las Campos, emitido por Telecinco.
En 2017 participa durante una semana como entrenador de cocina de la casa, fuera de concurso, en la quinta edición de Gran Hermano VIP.
Tiene una empresa, Rubitecam, S.L.
Fue una de las presentadoras junto a 4 compañeros más de las Campanadas de fin de año 2017/2018.
En febrero de 2019, ficha por Telemadrid, para colaborar en el programa Huellas de elefante. 
En abril de 2019, abandona el programa Sálvame, tras 9 años en este. Ese mismo mes, ficha como colaboradora del programa Viva la vida, en Telecinco. 
Desde septiembre de 2019 hasta finales de ese mismo año, colaboró en el programa de Toñi Moreno, Aquellos maravillosos años, en Telemadrid, el cual también presentó. 
En 2020, ficha como colaboradora de los programas Hormigas blancas y El debate de las tentaciones, también en Telecinco y como presentadora sustituta del programa Dar cera, pulir 0 en Movistar+.
En 2020 participa en el programa Mask Singer: adivina quién canta interpretando al disfraz de Cerdita y siendo la sexta desenmascarada.
En abril de 2021 Televisión Española confirma su participación en la sexta edición de MasterChef Celebrity donde compartirá cocinas con Verónica Forqué, David Bustamante o Vanesa Romero entre otros.
Entre el 2021 y el 2024 tuvo su propio blog en la revista Lecturas llamado Lo que nunca te conté en el que hablaba por un lado de sus sentimientos y por otro de los temas más llamativos de la crónica social del momento.
En enero de 2022 vuelve a Sálvame como presentadora de Sálvame Lemon Tea, junto a la periodista María Patiño, hasta el 25 de marzo de 2022 que se cancela esta sección del programa.
En febrero de 2022 regresa a Telemadrid para presentar el programa Especial Juntos, en late-night.
El 1 de abril de 2022 se convierte en presentadora de Sálvame a dúo con María Patiño (aunque también lo hizo por separado), ocupando el puesto de Carlota Corredera al frente de la sustitución de Jorge Javier Vázquez los días que este se ausenta del programa.
El 19 de agosto de 2022 presenta puntualmente Viernes Deluxe nueve años después de ser apartada del formato.
El 23 de junio de 2023, junto a María Patiño y Adela González, presenta el último Sálvame de la historia tras 14 años en emisión. Del mismo modo, el 14 de julio de 2023, presenta junto a la periodista María Patiño el último programa de Viernes Deluxe.
Tras el final de Sálvame y de su derivado Deluxe, donde ejerció como colaboradora y presentadora sustituta en el primero y como presentadora sustituta en el segundo, regresó a la plataforma Netflix, donde ya había trabajado de forma puntual, junto aparte de sus compañeros de programa en el docu-reality Sálvese quien pueda. También cabe destacar que con el comienzo de la temporada televisiva 2023-24 regresó como colaboradora a RTVE en el programa Mañaneros conducido por Jaime Cantizano y La plaza de La 1 conducido por Jordi González, aunque el segundo fue cancelado 10 días después de su estreno.
En diciembre de 2023, se confirmó su participación en dos concursos. Por un lado participará en Generación TOP en La Sexta y por otro lado en Bake Off: Famosos al horno (anteriormente Celebrity Bake Off) en La 1. En el mismo mes anunció su retirada temporal de la televisión tras someterse a una operación debido a unos problemas de salud.
En enero de 2024 comienza a colaborar de forma habitual en D Corazón los fines de semana en La 1.
En abril de 2024 se anuncia su participación en la versión All Stars del concurso El cazador.
El 28 de junio de 2024 regresa a Telecinco, siendo así despedida de su trabajo en RTVE, para ser colaboradora asidua en el programa de entrevistas ¡De viernes!.
En 2025 participó durante unos días como invitada en Supervivientes, fuera de concurso.

## Trabajos publicados
- Frente al espejo -junto a Kike Calleja- (2017) ISBN 9788417001162[18]

## Premios
- Premio a la Mujer Mejor Calzada de España 2004 concedido por el Museo del Calzado de Elda.
- Premio Limón 2022 de la Peña Periodística primera plana.

## Vida privada
Estuvo casada con Miguel Ángel Polvorinos entre 1993 y 1996. Dos años más tarde se casa con Alejandro Rubio Escámez, con quien tiene una hija, Alejandra Rubio Borrego. Finalmente, la pareja se divorcia en 2003.
El 14 de noviembre de 2011, Terelu fue portada de la revista Interviú. El 16 de enero de 2012, Terelu anunció en Sálvame que dejaba temporalmente la televisión.
El día 18 de enero fue operada de un carcinoma en el pecho en la Fundación Jiménez Díaz. El 19 de enero de 2012, Terelu Campos abandonó el hospital, manifestando que se sentía bien y que iba a seguir un tratamiento.
En julio de 2018 debe someterse de nuevo a una operación tras serle detectado de nuevo un cáncer de mama, en esta ocasión, en el pecho izquierdo.

## Trayectoria

### Programas de televisión

#### Como colaboradora
| Programas de televisión  | Programas de televisión               | Programas de televisión         | Programas de televisión |
| Año                      | Título                                | Cadena                          | Notas                   |
| ------------------------ | ------------------------------------- | ------------------------------- | ----------------------- |
| 1989-1990                | A mi manera                           | La 1                            | Colaboradora            |
| 1990-1991                | Esta es su casa                       | La 1                            | Colaboradora            |
| 1993-2006                | Telepasión española                   | La 1                            | Varios personajes       |
| 2007-2012                | La noria                              | Telecinco                       | Colaboradora            |
| 2010                     | Mira quien mira                       | Telecinco                       | Colaboradora            |
| 2010-2019; 2022          | Sálvame                               | Telecinco                       | Colaboradora            |
| 2012                     | Menuda Noche                          | Canal Sur Television            | Invitada                |
| 2013-2014                | Abre los ojos y mira                  | Telecinco                       | Colaboradora            |
| 2017                     | Mad in Spain                          | Telecinco                       | Colaboradora            |
| 2019                     | Un año de tu vida                     | Canal Sur Television            | Invitada                |
| 2019                     | Aquellos maravillosos años            | Telemadrid                      | Colaboradora            |
| 2019                     | Arusitys Prime                        | Antena 3                        | Invitada                |
| 2019-2020                | Huellas de elefante                   | Telemadrid                      | Colaboradora            |
| 2019-2022                | Viva la vida                          | Telecinco                       | Colaboradora            |
| 2020                     | A propósito de Supervivientes         | Telecinco                       | Colaboradora            |
| 2020                     | Hormigas blancas                      | Telecinco                       | Colaboradora            |
| 2020-2022; 2025-presente | El debate de las tentaciones          | Telecinco, Cuatro y Mitele PLUS | Colaboradora            |
| 2021                     | Viva el verano                        | Telecinco                       | Colaboradora            |
| 2021                     | Secret Story: La casa de los secretos | Telecinco                       | Colaboradora            |
| 2022                     | Montealto: Regreso a la casa          | Telecinco                       | Colaboradora            |
| 2022                     | ¿Quién es mi padre?                   | Telecinco                       | Colaboradora            |
| 2023                     | La plaza de La 1                      | La 1                            | Colaboradora            |
| 2023-2024                | Mañaneros                             | La 1                            | Colaboradora            |
| 2024                     | D Corazón                             | La 1                            | Colaboradora            |
| 2024                     | Bárbara Rey, mi verdad                | Telecinco                       | Colaboradora            |
| 2024-presente            | ¡De viernes!                          | Telecinco                       | Colaboradora            |
| 2025                     | Tardear                               | Telecinco                       | Invitada                |

#### Como presentadora
| Programas de televisión    | Programas de televisión        | Programas de televisión | Programas de televisión                          |
| Año                        | Título                         | Cadena                  | Notas                                            |
| -------------------------- | ------------------------------ | ----------------------- | ------------------------------------------------ |
| 1987-1989                  | Por la mañana                  | La 1                    | Productora                                       |
| 1991-1996                  | Pasa la vida                   | La 1                    | Productora y copresentadora                      |
| 1996-1997                  | Día a día                      | Telecinco               | Copresentadora                                   |
| 1997                       | Gala Miss España 1997          | Telecinco               | Presentadora                                     |
| 1997                       | En Exclusiva                   | Canal Nou               | Presentadora                                     |
| 1997-2004                  | Con T de tarde                 | Telemadrid              | Presentadora                                     |
| 2004-2005                  | Cada día                       | Antena 3                | Copresentadora                                   |
| 2004-2005                  | La Granja                      | Antena 3                | Presentadora                                     |
| 2007                       | Locos x Madrid                 | Telemadrid              | Presentadora                                     |
| 2009-2017                  | ¡Qué tiempo tan feliz!         | Telecinco               | Copresentadora                                   |
| 2010-2014                  | Sálvame Deluxe                 | Telecinco               | Presentadora sustituta                           |
| 2010-2014; 2018; 2022-2023 | Sálvame                        | Telecinco               | Presentadora sustituta puntual (2010-2014; 2018) |
| 2010-2014; 2018; 2022-2023 | Sálvame                        | Telecinco               | Presentadora (2022-2023)                         |
| 2011                       | La Caja Deluxe                 | Telecinco               | Presentadora                                     |
| 2017-2018                  | Campanadas fin de año          | Telecinco y Cuatro      | Presentadora                                     |
| 2019                       | Aquellos maravillosos años     | Telemadrid              | Presentadora sustituta                           |
| 2020                       | Dar cera, pulir 0              | #0                      | Presentadora sustituta                           |
| 2022                       | Sálvame Lemon Tea              | Telecinco               | Presentadora                                     |
| 2022                       | Juntos, El Debate              | Telemadrid              | Presentadora                                     |
| 2022-2023                  | Viernes Deluxe                 | Telecinco               | Presentadora ocasional                           |
| 2024                       | Homenaje a María Teresa Campos | La 1                    | Presentadora                                     |
| 2025                       | Fiesta                         | Telecinco               | Presentadora sustituta                           |

### Concursos y telerrealidad
| Docu-reality | Docu-reality                         | Docu-reality | Docu-reality                |
| Año          | Título                               | Cadena       | Notas                       |
| ------------ | ------------------------------------ | ------------ | --------------------------- |
| 2006-2007    | El club de Flo                       | La Sexta     | Concursante - 2.ª finalista |
| 2008-2009    | ¡Mira quién baila!                   | La 1         | Concursante - 2.ª expulsada |
| 2011-2016    | Pasapalabra                          | Telecinco    | Concursante                 |
| 2016-2018    | Las Campos                           | Telecinco    | Protagonista                |
| 2017         | Gran Hermano VIP 5                   | Telecinco    | Invitada VIP                |
| 2020         | La última cena                       | Telecinco    | Concursante - 2.ª finalista |
| 2020         | Mask Singer: adivina quién canta     | Antena 3     | Concursante - 6.ª expulsada |
| 2021         | Ven a cenar conmigo: Gourmet edition | Telecinco    | Participante - Ganadora     |
| 2021         | MasterChef Celebrity España          | La 1         | Concursante - 6.ª expulsada |
| 2022-2023    | Sálvame Fashion Week                 | Telecinco    | Participante                |
| 2022         | Sálvame Mediafest                    | Telecinco    | Participante                |
| 2023-2024    | Sálvese quien pueda                  | Netflix      | Protagonista                |
| 2024         | Bake Off: Famosos al horno           | La 1         | Concursante - 8.ª expulsada |
| 2024         | Generación TOP                       | La Sexta     | Concursante                 |
| 2024         | El cazador: Stars                    | La 1         | Concursante                 |
| 2025         | Supervivientes 2025                  | Telecinco    | Abandono voluntario         |

### Programas de radio
| Programas de radio | Programas de radio            | Programas de radio   | Programas de radio |
| Año                | Título                        | Emisora              | Notas              |
| ------------------ | ----------------------------- | -------------------- | ------------------ |
| 1984               | Apueste por una               | Radiocadena Española | Colaboradora       |
| 1984               | Te vas a enterar              | Radiocadena Española | Colaboradora       |
| 1987               | Las Mañanas de la Cadena Rato | Radio Torcal         | Presentadora       |

### Películas
| Películas | Películas                                            | Películas          | Películas                      | Películas   |
| Año       | Título                                               | Director           | Personaje                      | Notas       |
| --------- | ---------------------------------------------------- | ------------------ | ------------------------------ | ----------- |
| 1988      | Zocta: Sólo en la Tierra se puede ser extraterrestre | Joe Rígoli         | Presentadora - Ella misma      | Papel menor |
| 2024      | ¿Quién es quién?                                     | Hugo Martín Cuervo | Mari Carmen, directora colegio | Cameo       |

### Series de televisión
| Series de televisión | Series de televisión | Series de televisión | Series de televisión | Series de televisión |
| Año                  | Título               | Cadena               | Personaje            | Notas                |
| -------------------- | -------------------- | -------------------- | -------------------- | -------------------- |
| 2005                 | Homo Zapping         | Antena 3             | Ella misma           | 2 episodios          |
| 2018-2019            | Paquita Salas        | Netflix              | Bárbara Valiente     | 3 episodios          |
| 2021                 | Nadie al volante     | #0                   | Terelu Campos        | 1 episodio           |
| 2025                 | Atasco               | Prime Video          | Terelu Campos        | 4 episodios          |
| 2025                 | Superestar           | Netflix              | Teresa María Prados  | 3 episodios          |

### Obras de teatro
| Series de televisión | Series de televisión | Series de televisión | Series de televisión | Series de televisión |
| Año                  | Título               | Personaje            | Notas                |                      |
| -------------------- | -------------------- | -------------------- | -------------------- | -------------------- |
| 2025                 | Santa Lola           | Lola                 | Protagonista         |                      |